# José Delfim (football, 1907)
Pour les articles homonymes, voir José Delfim.
José Delfim, de son nom complet José Carlos Delfim dos Santos, est un footballeur portugais né le 11 août 1907 et mort en 1986. Il évoluait au poste d'attaquant.

## Biographie

### En club
José Delfim évolue notamment au SC Olhanense de 1923 à 1938 après un passage au Carcavelinhos FC,.

### En équipe nationale
International portugais, il reçoit quatre sélections en équipe du Portugal entre 1925 et 1926, pour aucun but marqué.
Son premier match est disputé le 17 mai 1925 en amical contre l'Espagne (défaite 0-2 à Lisbonne).
Il dispute deux autres amicaux le 18 juin 1925 contre l'Italie (victoire 1-0 à Lisbonne) et le 24 janvier 1925 contre la Tchécoslovaquie (match nul 1-1 à Porto).
Son dernier match a lieu le 18 avril 1926 en amical contre la France (défaite 2-4 à Toulouse).